# جسر ساساني خير أباد
جسر ساساني خير أباد (بالفارسية: پل ساسانی خیرآباد) هو جسر تاريخي يعود إلى عصر ساسانيون، ويقع في مقاطعة غشساران.